# Sindaci di Pisa
Di seguito l'elenco cronologico dei sindaci di Pisa e delle altre figure apicali equivalenti che si sono succedute nel corso della storia.

## Granducato di Toscana (1569-1859)
| Amministratore                     | Dal  | Al   | Carica       | Note |
| ---------------------------------- | ---- | ---- | ------------ | ---- |
| ... Mattaccini                     | 1821 | 1822 | Gonfaloniere |      |
| Giovan Francesco Mastiani Brunacci | 1825 | 1825 | Gonfaloniere |      |
| Lelio Franceschi                   | 1829 | 1837 | Gonfaloniere |      |
| Antonio Simonelli                  | 1838 | 1840 | Gonfaloniere |      |
| Francesco Roncioni                 | 1840 | 1846 | Gonfaloniere |      |
| Francesco Ruschi                   | 1846 | 1854 | Gonfaloniere |      |
| Antonio Simonelli                  | 1854 | 1856 | Gonfaloniere |      |
| Antonio del Rosso-Tanucci          | 1858 | 1858 | Gonfaloniere |      |
| Francesco Alliata                  | 1859 | 1859 | Gonfaloniere |      |

## Regno d'Italia (1859-1946)
| Gonfalonieri nominati con Regio decreto (1859-1865)        | Gonfalonieri nominati con Regio decreto (1859-1865) | Gonfalonieri nominati con Regio decreto (1859-1865) | Gonfalonieri nominati con Regio decreto (1859-1865) | Gonfalonieri nominati con Regio decreto (1859-1865) | Gonfalonieri nominati con Regio decreto (1859-1865) | Gonfalonieri nominati con Regio decreto (1859-1865) |
| Nominativo                                                 | Nominativo                                          | Partito                                             | Partito                                             | Mandato                                             | Mandato                                             |                                                     |
| Nominativo                                                 | Nominativo                                          | Partito                                             | Partito                                             | Inizio                                              | Fine                                                |                                                     |
| ---------------------------------------------------------- | --------------------------------------------------- | --------------------------------------------------- | --------------------------------------------------- | --------------------------------------------------- | --------------------------------------------------- | --------------------------------------------------- |
|                                                            | Francesco Ruschi                                    | ?                                                   | ?                                                   | 1859                                                | 1863                                                |                                                     |
|                                                            | Angiolo Del Punta                                   | ?                                                   | ?                                                   | 1863                                                | 1865                                                |                                                     |
| Sindaci nominati con Regio decreto (1865-1889)             |                                                     |                                                     |                                                     |                                                     |                                                     |                                                     |
| Nominativo                                                 | Nominativo                                          | Partito                                             | Partito                                             | Mandato                                             | Mandato                                             |                                                     |
| Nominativo                                                 | Nominativo                                          | Partito                                             | Partito                                             | Inizio                                              | Fine                                                |                                                     |
|                                                            | Angiolo Del Punta                                   | ?                                                   | ?                                                   | 1865                                                | 1867                                                |                                                     |
|                                                            | Giuseppe Bianchi                                    | ?                                                   | ?                                                   | 1869                                                | 1873                                                |                                                     |
|                                                            | Mario Rizzari                                       | ?                                                   | ?                                                   | 1873                                                | 1876                                                |                                                     |
|                                                            | Tommaso Simonelli                                   | ?                                                   | ?                                                   | 1877                                                | 1882                                                |                                                     |
|                                                            | Leopoldo Peverada                                   | ?                                                   | ?                                                   | 1884                                                | 1889                                                |                                                     |
| Sindaci eletti dal Consiglio comunale (1889-1926)          |                                                     |                                                     |                                                     |                                                     |                                                     |                                                     |
| Nominativo                                                 | Nominativo                                          | Partito                                             | Partito                                             | Mandato                                             | Mandato                                             |                                                     |
| Nominativo                                                 | Nominativo                                          | Partito                                             | Partito                                             | Inizio                                              | Fine                                                |                                                     |
|                                                            | Angiolo Nardi Dei                                   | ?                                                   | ?                                                   | 1889                                                | 1895                                                |                                                     |
|                                                            | Giuseppe Gambini                                    | ?                                                   | ?                                                   | 30 novembre 1895                                    | 1899                                                |                                                     |
|                                                            | Giuseppe Raffaello Cerrai                           | ?                                                   | ?                                                   | 25 luglio 1899                                      | 1900                                                |                                                     |
|                                                            | Vittorio Frascani                                   |                                                     | Partito Repubblicano Italiano                       | 14 agosto 1900                                      | 11 aprile 1901                                      |                                                     |
|                                                            | Eugenio Nievo (Commissario regio)                   | –                                                   | –                                                   | 14 aprile 1901                                      | 25 aprile 1901                                      |                                                     |
|                                                            | Adolfo Ferrari (Commissario regio)                  | –                                                   | –                                                   | aprile/maggio 1901                                  | 17 novembre 1901                                    |                                                     |
|                                                            | Giuseppe Gambini                                    |                                                     | Comitato Liberale Monarchico                        | 17 novembre 1901                                    | 2 giugno 1903                                       |                                                     |
|                                                            | Vittorio Frascani                                   |                                                     | Partito Repubblicano Italiano                       | 2 giugno 1903                                       | 1º ottobre 1904                                     |                                                     |
|                                                            | Dario Baldi                                         | ?                                                   | ?                                                   | 1º ottobre 1904                                     | 30 maggio 1905                                      |                                                     |
|                                                            | Emanuele Vivorio (Commissario prefettizio)          | –                                                   | –                                                   | 3 giugno 1905                                       | 3 luglio 1905                                       |                                                     |
|                                                            | Vittorio Menzinger (Commissario regio)              | –                                                   | –                                                   | 3 luglio 1905                                       | 18 gennaio 1906                                     |                                                     |
|                                                            | Alessandro D'Ancona                                 | ?                                                   | ?                                                   | 18 gennaio 1906                                     | 10 luglio 1907                                      |                                                     |
|                                                            | Giuseppe Gambini                                    | ?                                                   | ?                                                   | 10 luglio 1907                                      | 1º agosto 1910                                      |                                                     |
|                                                            | Antonio Moris (Commissario prefettizio)             | –                                                   | –                                                   | 1º agosto 1910                                      | 31 ottobre 1910                                     |                                                     |
|                                                            | Francesco Buonamici                                 | ?                                                   | ?                                                   | 31 ottobre 1910                                     | 27 giugno 1914                                      |                                                     |
|                                                            | Vittorio Frascani                                   |                                                     | Partito Repubblicano Italiano                       | 27 giugno 1914                                      | 29 novembre 1920                                    |                                                     |
|                                                            | Francesco Pardi                                     |                                                     |                                                     | 29 novembre 1920                                    | 1922                                                |                                                     |
|                                                            | Guido Buffarini Guidi                               |                                                     | Partito Nazionale Fascista                          | 1923                                                | 1925                                                |                                                     |
| Podestà nominati dal governo (1926-1945)                   |                                                     |                                                     |                                                     |                                                     |                                                     |                                                     |
| Nominativo                                                 | Nominativo                                          | Partito                                             | Partito                                             | Mandato                                             | Mandato                                             |                                                     |
| Nominativo                                                 | Nominativo                                          | Partito                                             | Partito                                             | Inizio                                              | Fine                                                |                                                     |
|                                                            | Guido Buffarini Guidi                               |                                                     | Partito Nazionale Fascista                          | 1927                                                | 1933                                                |                                                     |
|                                                            | Giovanni D'Achiardi                                 |                                                     | Partito Nazionale Fascista                          | 1936                                                | 1939                                                |                                                     |
|                                                            | Carlo Zanetto Lami                                  |                                                     | Partito Nazionale Fascista                          | 18 aprile 1939                                      | luglio 1943                                         |                                                     |
|                                                            | Carlo Zanetto Lami (Commissario prefettizio)        | –                                                   | –                                                   | 1943                                                | 20 giugno 1944                                      |                                                     |
|                                                            | Mario Gattai (Commissario prefettizio)              | –                                                   | –                                                   | 26 giugno 1944                                      | 20 settembre 1944                                   |                                                     |
| Sindaci del periodo costituzionale transitorio (1945-1946) |                                                     |                                                     |                                                     |                                                     |                                                     |                                                     |
| Nominativo                                                 | Nominativo                                          | Partito                                             | Partito                                             | Mandato                                             | Mandato                                             |                                                     |
| Nominativo                                                 | Nominativo                                          | Partito                                             | Partito                                             | Inizio                                              | Fine                                                |                                                     |
|                                                            | Italo Bargagna                                      |                                                     | Partito Comunista Italiano                          | 20 settembre 1944                                   | marzo 1946                                          |                                                     |

## Repubblica Italiana (dal 1946)
| Sindaci eletti dal Consiglio comunale (1946-1994)    | Sindaci eletti dal Consiglio comunale (1946-1994) | Sindaci eletti dal Consiglio comunale (1946-1994) | Sindaci eletti dal Consiglio comunale (1946-1994) | Sindaci eletti dal Consiglio comunale (1946-1994) | Sindaci eletti dal Consiglio comunale (1946-1994) | Sindaci eletti dal Consiglio comunale (1946-1994) | Sindaci eletti dal Consiglio comunale (1946-1994) | Sindaci eletti dal Consiglio comunale (1946-1994) |
| Nominativo                                           | Nominativo                                        | Partito                                           | Partito                                           | Giunta                                            | Giunta                                            | Mandato                                           | Mandato                                           | Elezione                                          |
| Nominativo                                           | Nominativo                                        | Partito                                           | Partito                                           | Giunta                                            | Giunta                                            | Inizio                                            | Fine                                              | Elezione                                          |
| ---------------------------------------------------- | ------------------------------------------------- | ------------------------------------------------- | ------------------------------------------------- | ------------------------------------------------- | ------------------------------------------------- | ------------------------------------------------- | ------------------------------------------------- | ------------------------------------------------- |
|                                                      | Italo Bargagna                                    |                                                   | Partito Comunista Italiano                        |                                                   | PCI-PSI                                           | marzo 1946                                        | giugno 1951                                       | Elezione 1946                                     |
|                                                      | Renato Pagni                                      |                                                   | Democrazia Cristiana                              |                                                   | DC-PSDI-PRI-PLI                                   | giugno 1951                                       | luglio 1956                                       | Elezione 1951                                     |
|                                                      | Italo Pellegrini                                  |                                                   | Democrazia Cristiana                              |                                                   | DC-PSI                                            | luglio 1956                                       | agosto 1956                                       | Elezione 1956                                     |
|                                                      | Vittorio Galluzzi                                 |                                                   | Partito Socialista Italiano                       | agosto 1956                                       | DC-PSI                                            | dicembre 1958                                     |                                                   | Elezione 1956                                     |
|                                                      | Renato Pagni                                      |                                                   | Democrazia Cristiana                              |                                                   | DC-PSI                                            | dicembre 1958                                     | luglio 1960                                       | Elezione 1958                                     |
|                                                      | Enrico Pistolesi                                  |                                                   | Democrazia Cristiana                              |                                                   | DC-PSI                                            | luglio 1960                                       | gennaio 1961                                      | Elezione 1960                                     |
|                                                      | Vittorio Galluzzi                                 |                                                   | Partito Socialista Italiano                       | gennaio 1961                                      | DC-PSI                                            | ottobre 1961                                      |                                                   | Elezione 1960                                     |
|                                                      | Mario Cataldi (Commissario straordinario)         | –                                                 | –                                                 | –                                                 | –                                                 | ottobre 1961                                      | luglio 1962                                       | –                                                 |
|                                                      | Umberto Viale                                     |                                                   | Democrazia Cristiana                              |                                                   | DC-PSI-PSDI                                       | luglio 1962                                       | agosto 1964                                       | Elezione 1962                                     |
|                                                      | Renato Pagni                                      |                                                   | Democrazia Cristiana                              | agosto 1964                                       | DC-PSI-PSDI                                       | 9 marzo 1965                                      |                                                   | Elezione 1962                                     |
|                                                      | Roberto Supino                                    |                                                   | Partito Socialista Democratico Italiano           | 9 marzo 1965                                      | DC-PSI-PSDI                                       | 6 maggio 1965                                     |                                                   | Elezione 1962                                     |
|                                                      | Renato Pagni                                      |                                                   | Democrazia Cristiana                              | 14 maggio 1965                                    | DC-PSI-PSDI                                       | 1966                                              |                                                   | Elezione 1962                                     |
|                                                      | Renato Pagni                                      | DC-PSI-PSDI                                       | Democrazia Cristiana                              | 1966                                              | febbraio 1967                                     | Elezione 1966                                     |                                                   |                                                   |
|                                                      | Giovan Battista Longo (Commissario straordinario) | –                                                 | –                                                 | –                                                 | –                                                 | febbraio 1967                                     | luglio 1967                                       | –                                                 |
|                                                      | Giulio Battistini                                 |                                                   | Democrazia Cristiana                              |                                                   | DC-PSI                                            | luglio 1967                                       | dicembre 1968                                     | Elezione 1967                                     |
|                                                      | Fausta Giani Cecchini                             |                                                   | Partito Socialista Italiano                       | dicembre 1968                                     | DC-PSI                                            | luglio 1970                                       |                                                   | Elezione 1967                                     |
|                                                      | Franco Gemignani                                  |                                                   | Democrazia Cristiana                              |                                                   | PCI-DC-PSI                                        | luglio 1970                                       | ottobre 1970                                      | Elezione 1970                                     |
|                                                      | Giuseppe Prosperi                                 |                                                   | Democrazia Cristiana                              | ottobre 1970                                      | PCI-DC-PSI                                        | aprile 1971                                       |                                                   | Elezione 1970                                     |
|                                                      | Vinicio Bernardini                                |                                                   | Partito Comunista Italiano                        | aprile 1971                                       | PCI-DC-PSI                                        | giugno 1971                                       |                                                   | Elezione 1970                                     |
|                                                      | Giulio Battistini                                 |                                                   | Democrazia Cristiana                              | giugno 1971                                       | PCI-DC-PSI                                        | luglio 1971                                       |                                                   | Elezione 1970                                     |
|                                                      | Elia Lazzari                                      |                                                   | Partito Comunista Italiano                        | luglio 1971                                       | PCI-DC-PSI                                        | giugno 1975                                       |                                                   | Elezione 1970                                     |
|                                                      | Elia Lazzari                                      | PCI-PSI                                           | Partito Comunista Italiano                        | giugno 1975                                       | maggio 1976                                       | Elezione 1975                                     |                                                   |                                                   |
|                                                      | Luigi Bulleri                                     | PCI-PSI                                           |                                                   | Partito Comunista Italiano                        | maggio 1976                                       | Elezione 1975                                     | giugno 1980                                       |                                                   |
|                                                      | Luigi Bulleri                                     | PCI-PSI                                           | giugno 1980                                       | Partito Comunista Italiano                        | maggio 1983                                       | Elezione 1980                                     |                                                   |                                                   |
|                                                      | Vinicio Bernardini                                | PCI-PSI                                           |                                                   | Partito Comunista Italiano                        | maggio 1983                                       | Elezione 1980                                     | settembre 1985                                    |                                                   |
|                                                      | Oriano Ripoli                                     |                                                   | Partito Socialista Italiano                       |                                                   | PCI-PSI                                           | settembre 1985                                    | 15 luglio 1986                                    | Elezione 1985                                     |
|                                                      | Giacomino Granchi                                 |                                                   | Partito Socialista Italiano                       | 15 luglio 1986                                    | PCI-PSI                                           | 20 gennaio 1990                                   |                                                   | Elezione 1985                                     |
|                                                      | Achille Lenge (Commissario straordinario)         | –                                                 | –                                                 | –                                                 | –                                                 | 21 marzo 1990                                     | 2 luglio 1990                                     | –                                                 |
|                                                      | Sergio Cortopassi                                 |                                                   | Partito Socialista Italiano                       |                                                   | PCI-PSI                                           | 16 luglio 1990                                    | 1º settembre 1994                                 | Elezione 1990                                     |
|                                                      | Luigi Serra (Commissario straordinario)           | –                                                 | –                                                 | –                                                 | –                                                 | 9 settembre 1994                                  | 21 novembre 1994                                  | –                                                 |
| Sindaci eletti direttamente dai cittadini (dal 1994) |                                                   |                                                   |                                                   |                                                   |                                                   |                                                   |                                                   |                                                   |
| Nominativo                                           | Nominativo                                        | Partito                                           | Partito                                           | Coalizione                                        | Coalizione                                        | Mandato                                           | Mandato                                           | Elezione                                          |
| Nominativo                                           | Nominativo                                        | Partito                                           | Partito                                           | Coalizione                                        | Coalizione                                        | Inizio                                            | Fine                                              | Elezione                                          |
|                                                      | Piero Floriani                                    |                                                   | Partito Democratico della Sinistra                |                                                   | PDS-PRC-FdV-L. civiche                            | 24 novembre 1994                                  | 14 dicembre 1998                                  | Elezione 1994                                     |
|                                                      | Paolo Fontanelli                                  |                                                   | Democratici di Sinistra                           |                                                   | DS-PPI-FdV-PdCI-SDI                               | 14 dicembre 1998                                  | 27 maggio 2003                                    | Elezione 1998                                     |
|                                                      | Paolo Fontanelli                                  | DS-DL-PdCI-SDI-L. civiche                         | Democratici di Sinistra                           | 27 maggio 2003                                    | 13 febbraio 2008                                  | Elezione 2003                                     |                                                   |                                                   |
|                                                      | Giancarlo Martelli (Commissario prefettizio)      | –                                                 | –                                                 | –                                                 | –                                                 | 13 febbraio 2008                                  | 29 aprile 2008                                    | –                                                 |
|                                                      | Marco Filippeschi                                 |                                                   | Partito Democratico                               |                                                   | PD-PSI-IdV                                        | 29 aprile 2008                                    | 1º giugno 2013                                    | Elezione 2008                                     |
|                                                      | Marco Filippeschi                                 | PD-SEL-IdV-L. civiche                             | Partito Democratico                               | 1º giugno 2013                                    | 27 giugno 2018                                    | Elezione 2013                                     |                                                   |                                                   |
|                                                      | Michele Conti                                     |                                                   | Lega                                              |                                                   | Lega-FI-FdI                                       | 27 giugno 2018                                    | 26 giugno 2023                                    | Elezione 2018                                     |
|                                                      | Michele Conti                                     | FdI-Lega-FI-L. civiche                            | Lega                                              | 26 giugno 2023                                    | in carica                                         | Elezione 2023                                     |                                                   |                                                   |